# 马沙杜
马沙杜是巴西米纳斯吉拉斯州的一个市镇。总面积583.752平方公里，总人口39109人，人口密度67人/平方公里。